# ΜPD7220

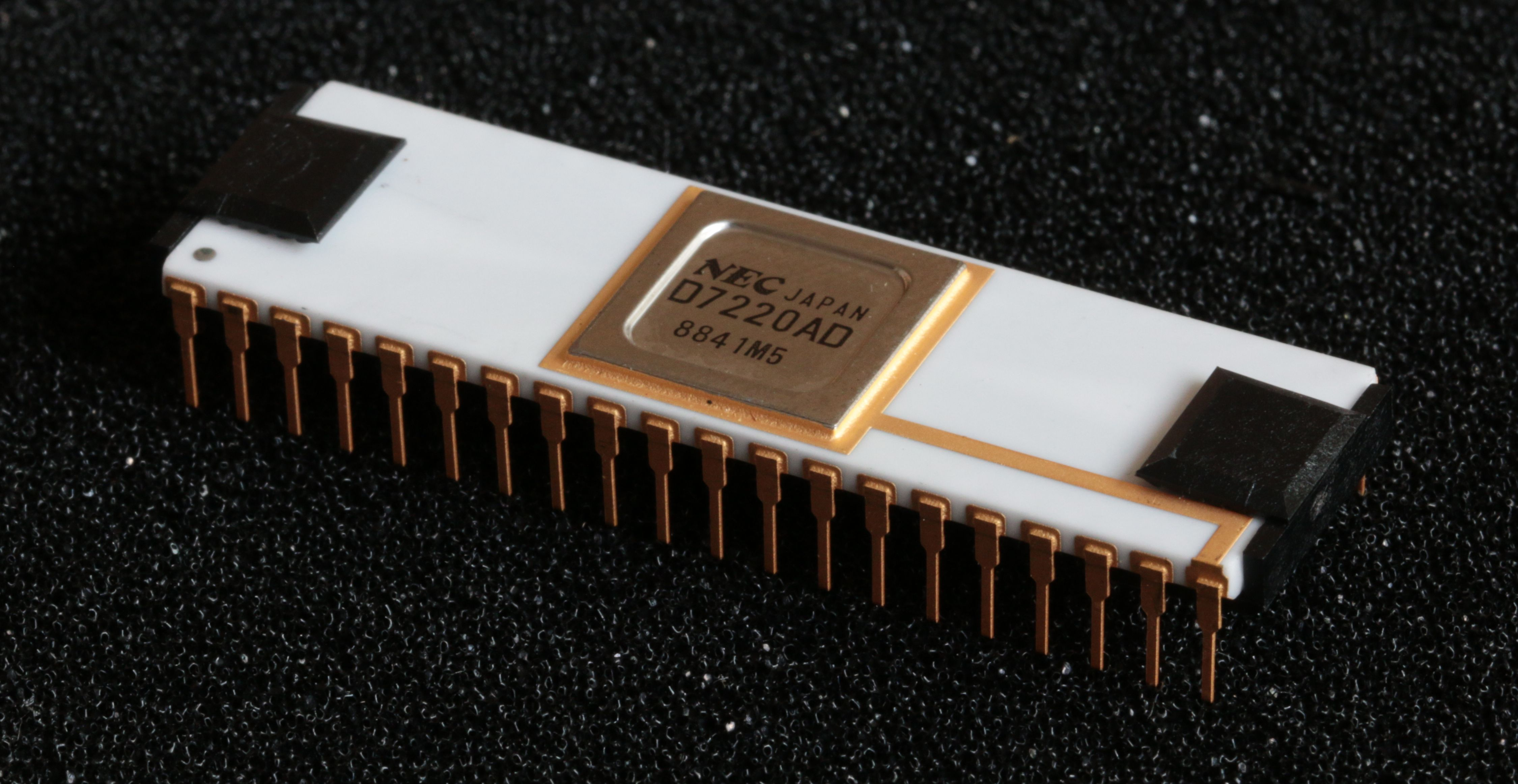
µPD7220A

μPD7220（ミューピーディー7220。その他の呼称として High-Performance Graphics Display Controller 7220, NEC 7220, GDC 等）は直線、円弧、文字グラフィックをビットマップディスプレイに描画する機能を持つインターフェースコントローラーである。日本電気による設計・開発・製造であり、同社のN5200，PC-9800シリーズやAPC III、DEC Rainbowのオプションのグラフィックモジュール、Tulip System-1、エプソン QX-10、沖電気 if800 model 50に採用された。
ワンチップに集積されたものとしては初期のグラフィックディスプレイコントローラーの一つで、ナンバー・ナイン・ビジュアル・テクノロジーのハイエンドビデオカードに採用されたように、低コスト設計を可能にした。
μPD7220は1982年のインテルに続き1983年にはスタンダード・マイクロシステムズにセカンドソースされている。

## 詳細

µPD7220のブロックダイアグラム

7220はNECインフォメーション・システムズ（NEC Information Systems、日本電気のアメリカ支部）によって発表された。1979年にプロジェクトが開始され、1981年に論文が発表された。1983年までにNEC自身の初期のコンピューターに採用されたほか、DECやワング・ラボラトリーズのコンピューターにも採用された。発表から1年後、ある記者は「7220 GDCチップはNECの競合企業ですら、それが優れているために拒むことができないデバイスだ。」とコメントした。1983年にApple Lisaが発表されたとき、記者は「なぜ7220を採用しなかったのか？」という質問を挙げた。 ブルース・ダニエルスは、部品点数を減らしてコストを削減するためにビットマップグラフィックを採用したと説明した。「7220もビットマップでは？」という記者の疑問に対し、 ウェイン・ロージングは、開発陣は7220を知っていたものの、設計が始まった段階ではまだ入手が困難であったことと、同等の機能を実現するには汎用ロジックで組んだ方が安価だったことを付け加えた。画面更新サイクルのうちの一定時間でしかディスプレイメモリにアクセスすることができないことも制約であった。

## 派生品
- インテルへのライセンス品として82720(μPD7220のインテルでの名称)グラフィックディスプレイコントローラーがある[9][10]。1982年に発表され、インテルのGPUの中でも長く現行製品であり続けたうちの一つであった。[11][12]
- 東ドイツ（ドイツ民主共和国）は、U82720というコピーを生産し、ザイログZ80のコピーであるU880と共に使われた。[13]
- より高速なCMOSプロセス品のμPD72020がある。
- (μPD7220と互換性はないが)後継品として高速で16ビットインターフェースをサポートするμPD72120 Advanced Graphics Display Controller (AGDC)がある。Electronics Design誌において1987年の上位100製品の一つに選ばれた[14]。μPD72120と互換性があり動作クロックを8MHzから10MHzに上げ、かつ、機能強化したμPD72123[15]がある。

## 内部
7220では2本のI/Oチャネル、A0とA1が使われている。A0を読み出すと7220のステータスを取り出す。A1を読み出すと内部キューから1バイトを取り出す。7220の両レジスタへの書き込み、A1はコマンド、A0はキューへパラメータを書き込む。デバイスは8ビットデータパスを持つ。また、4MHzから5.5MHzのクロックで動作し、これは当時としては比較的高性能であった。
冒頭で言及されている「98帝国」の初代機 PC-9801 に搭載された i8086 が描画する場合と比較してみる。 
7220の描画速度は、直線、円弧の区別なく800nsec/ドットである。一方で、5MHz(=200nsec/クロック)で動作の i8086 で16ビットバスを持つ i8086 が、最もクロック数の少ないアドレッシングモード(=ベース又はインデックスレジスタによるインダイレクト)で1バイトデータをライトするだけでも 9+5 = 14クロックを要する。14クロックの間に、7220は3ドット分の描画を済ませ、４ドット目に取り掛かっていることになる。i8086 が1ドット描画するためには、データをライトする前に、命令をフェッチし、データをロードし、計算するためのサイクルが必要となる。このことから、7220 に与えるパラメータが多い難点はあるものの、それを補って余りある描画速度を持っていると言える。